# Людина з пекельної річки
Людина з пекельної річки (англ. The Man from Hell's River) — американський вестерн режисера Ірвінга Каммінгса 1922 року.

## У ролях
- Ірвінг Каммінгс — П'єр де Барре
- Єва Новак — Мабелла
- Воллес Бірі — Гаспар, вовк
- Френк Вітсон — сержант МакКенна
- Роберт Клейн — Лопент
- Вільям Херфорд — падре
- Рін Тін Тін — Рін Тін Тін